# Секс-торговля
Секс-торговля — торговля людьми с целью сексуальной эксплуатации, включая сексуальное рабство. Сексуальная эксплуатация основана на действиях торговца людьми, продающего жертву (человека, ставшего жертвой торговли людьми и подвергающегося сексуальной эксплуатации) клиентам для выполнения сексуальных услуг. Секс-торговля является одной из крупнейших и самой быстрорастущей преступной «отраслью» в мире.
Торговля людьми в целях сексуальной эксплуатации включает в себя применение силы, мошенничество, принуждение.
Целью секс-торговли является коммерческий сексуальный акт. 
Если в 2005 году, по данным Международной организации труда, 20,9 миллиона человек в мире были подвержены принудительному труду, 22 % из них (4,5 миллиона) — являлись жертвами насильственной сексуальной эксплуатации, а в 2021 году эти цифры выросли до 28 миллионов (принудительный труд), (23% , т.е. 6,3 миллиона человек подвергаются принудительной сексуальной эксплуатации). Общий годовой доход торговцев людьми (отчёт МОТ 2014 года) — более чем 150 миллиардов долларов, из них 99 миллиардов долларов от коммерческой сексуальной эксплуатации.
Торговля людьми с целью сексуальной эксплуатации может происходит: в частных домах, массажных салонах, гостиницах, публичных домах и в Интернете.
Большинство жертв оказываются в положении, из которого сложно и опасно вырваться. Секс-торговля охватывает весь мир, что затрудняет создание единой системы для решения этой проблемы.

## Элементы секс-торговли
Работорговец может осуществляет следующие действия: вербовка, укрывание, перевозка, предоставление, получение, покровительство или склонение другого лица к участию в коммерческом сексе.
Для этих целей торговец людьми применяет следующие средства : силу, мошенничество, принуждение. 
Принуждение включает в себя: угрозы причинения серьезного вреда, психологического вреда, репутационного вреда, угрозы другим лицам, манипулирование долгами.

## Усилия по борьбе с секс-торговлей

### Международное законодательство
Усилия по борьбе с торговлей людьми часто связаны с усилиями по борьбе с проституцией. Однако часто это создаёт проблемы юридического характера в общении с жертвами секс-торговли. Жертв секс-торговли принуждением или обманом втягивают и заставляют заниматься проституцией. Признавая это, ряд государств принял законодательство, допускающее амнистию жертвы сексуальной торговли по преступлениям связанным с проституцией. В ряде стран со слаборазвитой демократией такой возможности не предусмотрено. Таким образом, прося помощи, жертвы секс-торговли рискуют подвергнуться судебному преследованию за проституцию.
В дополнение к Протоколу ООН о торговле людьми и Европейской конвенции о борьбе с торговлей людьми применяются механизмы, которые содержат положения о защите детей от торговли людьми и о защите жертв торговли людьми. Такие как:
- Конвенция Южноазиатской ассоциации регионального сотрудничества (SAARC) о предупреждении и пресечении торговли женщинами и детьми (2002 год).

- Конвенция Международной организации труда о запрещении и немедленных мерах по искоренению наихудших форм детского труда (1999 год).

### Организация Объединённых Наций
Первым международным протоколом, касающимся сексуального рабства, была Конвенция ООН(добавить сноску) 1949 года о борьбе с торговлей людьми и эксплуатацией проституции третьими лицами.Стороны Конвенции обязуются подвергать наказанию каждого, кто для удовлетворения похоти другого лица сводит, склоняет или совращает в целях проституции другое лицо, даже с согласия этого лица; эксплуатирует проституцию другого лица, даже с согласия этого лица. Эти усилия привели к созданию Конвенции 2000 года против интернациональной организованной преступности. Конвенция содержат элементы действующего международного закона о торговле людьми.
В 1997 году было создано Управление ООН по наркотикам и преступности в задачи которого входит мониторинг торговли людьми и разработка методов её предотвращения. Каждый год Управление (UNDOK) публикует отчёт о торговле людьми и успехе стран по борьбе с ней.
В 2011 году Организация Объединённых Наций сообщила, что девочки составляют две трети всех детей, ставших жертвами торговли людьми. Девочки составляли 15-20 % от общего числа всех обнаруженных жертв, тогда как мальчики составляли около 10 %. Доклад ООН был основан на официальных данных, представленных 132 странами.
В 2013 году Организация Объединённых Наций приняла резолюцию о введении Всемирного дня борьбы с торговлей людьми. Первый Всемирный день борьбы с торговлей людьми отмечался 30 июля 2014 года.
В согласии с Протоколом о предупреждении и пресечении торговли людьми 2000 года, ООН предлагает практическую помощь государствам, разрабатывает законы, создаёт всеобъемлющие национальные стратегии борьбы с торговлей людьми и оказывает помощь для их осуществления.
Резолюция Европейского парламента от 26 февраля 2014 года о сексуальной эксплуатации и проституции и её влиянии на гендерное равенство (2013/2103 (INI)) признает, что проституция является формой рабства, несовместимой с достоинством человека и основными правами человека.

### Совет Европы
1 июля 2010 года вступила в силу Конвенция Совета Европы о защите детей от сексуальной эксплуатации и сексуального насилия. По состоянию на сентябрь 2018 года Конвенция была ратифицирована 44 государствами, а ещё 3 государства подписали, но ещё не ратифицировали. Цель Конвенции — создание независимой и эффективной системы мониторинга, в которой государства-члены должны отвечать за борьбу с торговлей людьми и обеспечивать защиту её жертв. Для контроля за осуществлением этого закона Совет Европы учредил Группу экспертов по борьбе с торговлей людьми (GRETA).
В Резолюции 1983 (2014) «Проституция, торговля людьми и современное рабство в Европе» Парламентская Ассамблея Совета Европы призывает государства-члены и государства-наблюдатели Совета Европы, государства-наблюдатели в Парламентской Ассамблее и партнеров по демократии рассмотреть вопрос о криминализации покупки секс-услуг по шведской модели как наиболее эффективный инструмент предотвращения торговли людьми и борьбы с ней.

### Действия других правительств
Меры, принимаемые для борьбы с торговлей людьми, варьируются в зависимости от законодательства разных стран. Действия многих правительств включают:
- Введение законодательства, специально предназначенного для криминализации торговли людьми.
- Развитие сотрудничества между правоохранительными органами и неправительственными организациями многих стран.
- Повышение осведомлённости о проблеме.

Повышение осведомлённости может иметь три формы. Во-первых, правительства могут повысить осведомлённость потенциальных жертв, особенно в тех странах, секс-торговля сильно распространена. Во-вторых, они могут повысить осведомлённость среди сотрудников полиции, социальных работников и иммиграционных служб, чтобы они могли надлежащим образом справиться с этой проблемой. И, наконец, в странах, где проституция является законной или полулегальной, они могут повысить осведомлённость среди клиентов проституции, в том чтобы они могли видеть потенциальных жертв секс-торговли.

### Неправительственные организации
Одной из основных неправительственных организаций, которая занимается вопросами секс-торговли является IJM. Деятельность этой организации направлена на борьбу с торговлей людьми в развивающихся странах в Латинской Америке, Азии и Африке. IJMполучает более 900 000 долларов от правительства США. У организации есть два метода спасения жертв: рейды в публичные дома вместе с местной полицией и метод, когда представители организации притворяются клиентами, желающими получить секс-услуги у несовершеннолетних. После рейдов обнаруженных жертв направляют в реабилитационные центры созданные разными неправительственными организациями или правительствами.
Существуют также национальные неправительственные организации, занимающиеся проблемой торговли людьми в отдельных странах. Например, в Кении действует организация en:Awareness Against Human Trafficking (HAART).
ECPAT — международная организация штаб-квартира которой находится в Таиланде. Целью деятельности организации является прекращение сексуальной эксплуатации детей в коммерческих целях. ECPAT действует с 1990 года и уполномочена следить за выполнением обязательств правительства по защите детей от сексуальной эксплуатации. ECPAT публикует регулярные отчёты, которые представляются Организации Объединённых Наций.